# Acústico (álbum de Livre Arbítrio)
Acústico é o terceiro trabalho musical da banda brasileira de rock cristão Livre Arbítrio, lançado em 2000 pela gravadora Salmus Produções.
O álbum reúne os sucessos dos dois primeiros discos da banda.

## Faixas
1. "Cavaleiro dos Céus"
2. "Somos Convidados"
3. "Se Você Acreditar"
4. "Liberte-se"
5. "Peregrinos"
6. "Só com o Amor de Jesus"
7. "Corsário do Rei"
8. "Dá um Tempo"
9. "A Porta"
10. "Orar sem Cessar"
11. "Carros e Cavaleiros"
12. "Razão"